# Ellen Pieters
Ellen Pieters (* 29. Februar 1964 in Purmerend, Nordholland) ist eine niederländische Schauspielerin und Sängerin. Sie spielt in Theater-, Film- und Fernsehproduktionen.
Ellen Pieters studierte nach Abschluss der Mittelschule an der Kleinkunstakademie in Amsterdam.
Von 1992 bis 2000 war sie als Kabarettistin und Sängerin in Spijkers met Koppen beim niederländischen Rundfunksender VARA zu hören. Darüber hinaus war sie in Fernsehprogrammen wie Het Klokhuis von NPS, Ook dat nog von KRO und Kopspijkers von VARA zu sehen. In letzterem Programm parodiert sie Prinzessin Maxima und Rita Verdonk.
In der Saison 1999/2000 startete sie mit ihrem ersten eigenen Kabarettprogramm Primeur, unter der Regie von Tosca Niterink, bekannt aus dem Duo Theo en Thea. 2001 machte sie zusammen mit Lucretia van der Vloot ihr zweites abendfüllendes Kabarettprogramm unter dem Titel Klotewijven!. Außerdem trat sie in den Vagina-Monologen auf.
2003/2004 spielte sie im Musical Merrily We Roll Along und wurde für den John Kraaijkamp Musical Award nominiert, der aber schließlich an Simone Kleinsma ging.
Sie spielte auch unter der Regie von Porgy Franssen in der Komödie De gelukkige mandarijn von Frank Houtappels mit.